# Sierra Nevada Corporation
Sierra Nevada Corporation — американська приватна аерокосмічна компанія, що спеціалізується на модифікації та інтеграції літальних апаратів, космічних компонентів та систем й супутніх технологічних продуктів для кібербезпеки та охорони здоров'я. Компанія укладає контракти зі Збройними силами США, NASA та приватними космічними компаніями.
Штаб-квартира SNC розташована в місті Спаркс, штат Невада, і має 33 відділення в 19 штатах США, Великій Британії, Німеччині та Туреччині.
Компанія брала участь у понад 400 успішних космічних місіях і побудувала вантажний корабель Dream Chaser, який могтиме забезпечити Міжнародну космічну станцію вантажем як в герметичному відсіку, так і в зовнішньому негерметичному вантажному відсіку.

## Історія
Компанія була заснована в 1963 році Джоном Чісхольмом з кількома працівниками, які працювали в авіаангарі в аеропорту Рено Стід. Його придбали в 1994 році чоловік і дружина Фатіх Озмен та Ерен Озмен. Фатіх Озмен був одним із перших співробітників, найнятих компанією «Чисхолм» в 1981 році. На момент придбання Озменами SNC там працювало близько 20 працівників. З тих пір компанія переросла у багатомільярдну компанію з понад 4000 працівників. Основним бізнесом SNC є контракти Міністерства оборони США та NASA.
У 2016 році SNC побудувала комплекс площею 12 000 м² для модифікації літаків у Мерідіанвіллі, штат Алабама, поряд з діючим аеропортом Медісон. Компанія розширилася, побудувавши додатково площі 5650 м², де можна було вмістити сім літаків Beechcraft Super King Air / C-12 / MC-12S. Компанія модифікує комерційні літаки на літаки військового спостереження, такі як платформа EMARSS армії США.
У 2017 році SNC врегулював позов Міністерства юстиції. Американський прокурор Східного округу Каліфорнії стверджував, що SNC виставляв надміру високі рахунки уряду США за федеральними контрактами в період між 2007 і 2011 роками, порушуючи закон про помилкові вимоги. SNC розрахувалася, не визнаючи відповідальності, заплативши $14,9 млн.

## Проєкти

### Dream Chaser
Корабель призначений для доставки на низьку навколоземну орбіту вантажів і екіпажів чисельністю до 7 осіб. В експлуатацію планувалося ввести в 2015 році, але терміни зсунулися. В подальшому може використовуватися для доставки вантажів та відвідувачів на приватні космічні станції.

### Космічна станція
Sierra Nevada Corporation в березні 2021 представила свій проєкт модульної надувної приватної космічної станції, яку компанія планує запустити до кінця десятиліття.

### Artemis Human Landing System
Sierra Nevada Corporation, працюючи з Dynetics, бере участь у дослідженнях проєкту HLS за програмою НАСА HLS Додаток E. Вони подали пропозицію HLS до НАСА щодо Додатку HLS, який був однією з трьох пропозицій, обраних для подальшого вивчення, поряд із Blue Origin та SpaceX. Стівен Юрчик з НАСА визначив паливні баки та модуль з низьким рівнем розташування екіпажу, як інноваційний, але силова установка (двигуни Vortex від SNC) мала ризик зрілості. Загалом їх технічний рейтинг та рейтинг управління були визнані «дуже хорошими», що забезпечило пропозиції Dynetics найвищий рейтинг.

## Інші проєкти

### Проєкт SAOC
27 квітня 2024 року, агентство Reuters повідомило, що ПС США уклали контракт на суму $13 млрд з компанією Sierra Nevada Corporation на розробку наступника E-4B, відомого як літак «Судного дня». Проєкт Resvivable Airborne Operations Center (SAOC) призначений для заміни застарілих літаків E-4B епохи 1970-х років, термін служби яких наближається до кінця.

## Поглинання
- TRJet Havacilik Teknolojileri A.Ş. (Червень 2015)[4]
- Kutta Technologies Inc. (Квітень 2015)[5]
- Kutta Radios Inc. (Квітень 2015)[5]
- 328 Support Services GmbH (328 SSG) (Лютий 2015)[6]
- Sierra Completions (Жовтень 2014)[7]
- ORBITEC (Липень 2014)[8]
- HMA Fire LLC (Липень 2014)[9]
- 3S Certification LLC (Вересень 2012)[10]
- 3S Engineering (Вересень 2012)[11]
- SpaceDev, Inc. (Грудень 2008)[12]
- MicroSat Systems, Inc. (Січень 2008)[13]
- Straight Flight, Inc. (Лютий 2007)[14]
- WaveBand Corporation (Травень 2005)[15]
- Aviation Resources Delaware, Inc. (Червень 2004)[16]
- Inter-4 (Жовтень 2003)[16]
- Turtle Mountain Communications, Inc. (Червень 2003)[17]
- Plano Microwave, Inc. (Жовтень 2001)[18]
- Spectral Systems, Inc. (Лютий 1999)[19]
- Advanced Countermeasure Systems (Березень 1998)[19]